# جينيل جاكوايز
جينيل جاكوايز (بالإنجليزية: Jennell Jaquays)‏ (ولدت في 14 أكتوبر عام 1956) هي فنانة و مصممة ألعاب الطاولة من نوع تقمص الأدوار وألعاب الفيديو. من أعمالها المشهورة سجون و تنانين، كما عملت على ألعاب فيديو مثل باكمان ، سلسلة أيج أوف إمبايرز، هيلو وورز (كان دورها فيها فنانة و مصممة مستويات)، كوايك 2 و كوايك 3.

## روابط خارجية
- جينيل جاكوايز على موقع IMDb (الإنجليزية)